# M67 recoilless rifle
Le canon sans recul M67 est un fusil antichar sans recul de 90 mm (3,55 pouces) fabriqué aux États-Unis et plus tard en Corée du Sud. Il pouvait également être utilisé dans un rôle anti-personnel avec l'utilisation de la tourelle antipersonnel M590. Il a été conçu pour être utilisé posé sur le sol à l'aide d'un bipied et d'un monopode mais peut également être utilisé à l'épaule à l'aide du bipied plié comme repose-épaules et du monopode comme poignée avant. L'arme était refroidie par air et chargée directement dans la culasse.
Il s'agissait d'une arme à tir direct.

## Histoire et utilisation
Adopté en 1959 dans l'armée américaine, le M67 fut utilisé pendant la guerre du Viêt Nam en parallèle du bien plus grand M40 de 10 mm. Le M67 s'est avéré une arme efficace, même s'il était principalement utilisé contre le personnel de combat et n'avait que peu, voire aucune utilisation, contre les blindés ou contre les fortifications. Bien que les troupes aient loué son efficacité, le M67 a été vivement critiqué en raison de son poids et de sa longueur ainsi que de son blast (pression des gaz derrière le tireur) qui l'empêchait souvent d'être utilisé dans des opérations offensives.
En raison de ces inconvénients, les unités du Corps des Marines ont continué à utiliser l'ancien M20 Super Bazooka. 
Il a été en grande partie remplacé par le M47 Dragon, système de missiles anti-char, à partir de 1975.
Le M67 a également été distribué aux pelotons anti-blindés de 1 ATF (Groupe de travail australo-néo-zélandais) pendant la guerre du Vietnam, utilisés près du périmètre des bases, pour la défense, en raison de son poids. Le M67 a été choisi à la place du Carl Gustav par cette armée. C'était peut-être pour simplifier la logistique ou parce que les munitions du Carl Gustav n'auraient pas pu être achetées en raison de l'opposition suédoise à la guerre au Vietnam.
Le M67 ne fut pas complètement retiré du service. Au lieu de cela, il a été retenu comme arme antichar standard de remplacement pour certaines tâches spéciales.
Comme les batteries du Dragon (missile) ou les fils de guidage du TOW (missile) peuvent tomber en panne à cause de températures extrêmement basses, le M67 était utilisé par les unités déployées dans des environnements arctiques et restait dans de nombreuses unités d'infanterie en Allemagne de l'Ouest, telles que le 1st Battalion, 15th Infantry, 3rd Division d'infanterie.
En outre, au milieu des années 80, les bataillons de génie de combat du VIIe Corps utilisaient le M67 comme principale arme anti-blindage. Pour des missions de sécurité lourde, les compagnies de police militaire ont utilisé le M67 sur des sites d'armes spéciales en Allemagne de l'Ouest comme arme anti-véhicule. Ces armes ont été distribuées au nombre de 6 par compagnie et de 2 par peloton pour chaque compagnie d'ingénieur de combat.
Jusque dans les années 1990, la 6e division d'infanterie légère en Alaska utilisait encore le M67 dans ses pelotons d'armes spéciales. La 193e brigade d'infanterie a utilisé deux M67 lors de l'opération Just Cause dans la République du Panama en 1989, à l'aide de la munition antipersonnel M590.
De même, l'environnement urbain de Berlin-Ouest a incité l'armée à conserver l'arme avec les 4e, 5e et 6e bataillons du 502e régiment d'infanterie de la brigade de Berlin, jusqu'à l'hiver 1991; le M47 Dragon l'a remplacé en janvier 1992. Les Army Rangers ont conservé le M67 dans leurs pelotons d'armes jusqu'aux années 1990, date à laquelle il a été remplacé par le Carl Gustav ; Les M67 ont joué un rôle clé dans l'élimination de quatre à cinq APC BTR-60 et BTR-70 de l'Armée de la révolution populaire à la Grenade lors de l'opération Urgent Fury de 1983.
Enfin, les unités de génie de combat ont utilisé le M67 comme arme de démolition pour détruire les bunkers et d'autres cibles difficiles faisant partie de leur MTOE (Tableau modifié de l'organisation et de l'équipement) au moins aussi tard que 1990.
En février 2011, il a été signalé que des stocks de fusils sans recul M67 excédentaires avaient été réintroduits dans la 101e division aéroportée pour un service au combat limité en Afghanistan. Un certain nombre de ces armes ont été remises au 506e régiment d'infanterie, Currahee, équipe de combat de la 4e brigade, pour utilisation contre les fortifications et les concentrations de personnel ennemi. Le M67 a été réintroduit à la suite d'une demande en faveur d'une arme rechargeable tirée à l'épaule qui serait utilisée dans des positions défensives statiques ainsi que dans des embuscades. En particulier, la cartouche anti-personnel à fléchettes a été utilisée couramment Les M67 ont finalement été retirés lorsque l'armée a étendu la distribution du fusil sans recul M3 Carl Gustav aux unités d'infanterie régulières.
Les forces terrestres royales saoudiennes ont déployé des M67 contre l'Irak pendant la guerre du Golfe. Actuellement, le M67 est utilisé par l'armée d'El Salvador et l'armée de la République de Corée.[réf. nécessaire]

## Production
Il a été conçu par le Midwest Research Institute de Kansas City, dans le Missouri. Il a également été produit en Corée du Sud par Kia Motors, tandis que les cartouches ont été fabriquées par Poongsan Corporation. De plus, une version sous licence a été fabriquée en Grèce, l'EM-67.

## Description
Le M67 a la forme d'un long tube avec le viseur et la détente décalés vers le côté dans des directions opposées, à peu près à mi-chemin du canon. Sous ce point se trouve le monopode. L'arme devait être manipulée par un groupe de trois personnes; un tireur, un assistant mitrailleur (chargeur) et un porteur de munitions. La culasse est articulée sur le côté droit et doit être basculée pour charger la munition. Elle est ensuite refermée et lorsque l'arme a tiré, la partie arrière de l'étui est séparée et expulsée par l'arrière du bloc culasse. Sur le côté gauche du canon, près des dispositifs de visée et de détente, se trouvait un écran thermique en amiante destiné à protéger l'épaule et le cou du tireur de la chaleur du canon lors du tir.
Le M67 était capable de maintenir une cadence de tir soutenue d'une balle par minute mais pouvait aussi être utilisé à une cadence accrue d'une balle toutes les six secondes (10 tr/min) par un équipage bien entraîné. Le tir rapide était limité à cinq coups, avec une période de refroidissement obligatoire de 15 minutes après celui-ci.
Le système de tir de sous-calibre M49A1 qui utilise la munition de 7,62 mm standard de l'OTAN est généralement utilisé pour la remise à zéro du viseur et à des fins de qualification. La vue serait mise à zéro visuellement en plaçant des cordes croisées sur l'ouverture du canon (une boucle en caoutchouc et des encoches au bout du canon facilitaient le maintien de la corde dans la position correcte), puis en regardant à travers le canon du sous-calibre. Les tirs de sous-calibre peuvent ensuite être utilisés pour affiner le zéro.

## Munition
Les munitions de 90 mm sont des cartouches fixes. Le terme fixe signifie que le projectile et la douille sont sertis ensemble. Cela garantit un alignement correct du projectile et du boîtier de la cartouche. Cela permet également un chargement plus rapide car le projectile et la douille sont chargés en une seule unité. L'extrémité arrière du boîtier de la cartouche est constituée d'un matériau fragile pouvant être complètement détruit lors du tir. Les projectiles utilisés sont pré-gravés avec une bande rayonnante, c'est-à-dire que les bandes rotatives sont découpées pour engager le canon rayé et à la fois pour piéger les gaz et stabiliser le projectile en rotation.

### Munition d'entrainement TP M371
Le TP M371 est une munition d'entraînement au maniement de la munition M371A1 HEAT. La charge hautement explosive est remplacée par un ballast inerte pour obtenir le même poids et les mêmes propriétés de vol. Le capuchon nasal contient une boulette fumigène pour marquer le point d'impact.
- Poids de la cartouche : 4,2 kg (9.25 lb)
- Longueur de la cartouche : 714 mm (28.1 pouces)
- Poids du projectile : 3,06 kg (6.75 lb)
- Vitesse initiale : 213 m/s (700 ft/s)
- Portée efficace maximale : 400 m (437 yards)

### Munition explosive M371A1 HEAT
La munition M371A1 utilise un projectile spécial stabilisé par des ailettes qui utilise le principe de charge creuse pour percer le blindage.
La munition HEAT est principalement utilisé contre les véhicules blindés. Il peut également être utilisé contre des cibles secondaires telles que des nids de mitrailleuses ou des piliers avec d'excellents résultats. Il est capable de pénétrer 350 mm (1.15 ft) de blindage (acier), 1,1 m (3,5 ft) de sol tassé, ou 80 cm (2.5 ft) de béton armé.
- Poids de la cartouche : 4,2 kg
- Longueur de la cartouche : 714 mm
- Poids du projectile : 3,06 kg
- Vitesse initiale : 213 m/s
- Portée efficace maximale : 400 m
- Amorce: PIBD M530A1[9]

### Munition antipersonnel M590
La cartouche antipersonnel M590 (XM590E1)ou M590 est une munition a fléchettes (principe de la chevrotine) conçue pour la défense rapprochée contre les attaques massives d'infanterie. La cartouche consiste en un boîtier en aluminium serti dans un bidon en aluminium. Le conteneur consiste en un corps en aluminium embouti et à paroi mince, contenant une charge utile de 2 400 fléchettes en acier à faible traînée, stabilisées par des ailettes. Lorsque la cartouche quitte le canon, la pression la rompt le long des marques de gravure pour libérer les fléchettes, qui se dispersent dans un angle d'environ 8 degrés.
- Poids de la cartouche : 3,08 kg
- Longueur de la cartouche : 487 mm
- Poids du projectile : 1,8 kg
- Vitesse initiale : 381 m/s
- Portée efficace maximale : 300 m

### Munition antipersonnel M591
Le M591est une munition HE (High Explosive), soit explosive, avec une vitesse initiale de 475 m/s.

## Performance par rapport à des armes comparables
| Arme           | Diamètre | Vitesse initiale | Ogive              | Pénétration de l'armure (est.) | Portée efficace | Vue   |
| -------------- | -------- | ---------------- | ------------------ | ------------------------------ | --------------- | ----- |
| M67            | 90 mm    | 213 m/s          | 3,06 kg de chaleur | 350 mm                         | 400 m           | 3 ×   |
| M2 Carl Gustaf | 84 mm    | 310 m/s          | 1,70 kg de chaleur | 400 mm                         | 450 m           | 2 ×   |
| LRAC F1        | 89 mm    | 300 m/s          | 2,20 kg de chaleur | 400 mm                         | 600 m           | N / A |
| RPG-7          | 93 mm    | 120 m/s          | 2,60 kg de chaleur | 500 mm                         | 500 m           | 2,5 × |
| B-300          | 82 mm    | 280 m/s          | 3,00 kg de chaleur | 400 mm                         | 400 m           | N / A |

Les données proviennent de Jane's Infantry Weapons 1984–85

## Utilisateurs
- Australia[12]
- Grèce[10]
- Guatemala[9]
- Honduras[9]
- Mexico[9]
- Nicaragua[9]
- El Salvador[9]
- Philippines[9]
- Arabie saoudite[7]
- Corée du Sud[9]
- États-Unis[10]
- Vietnam [13]
- New Zealand[12]